# Эммелорд

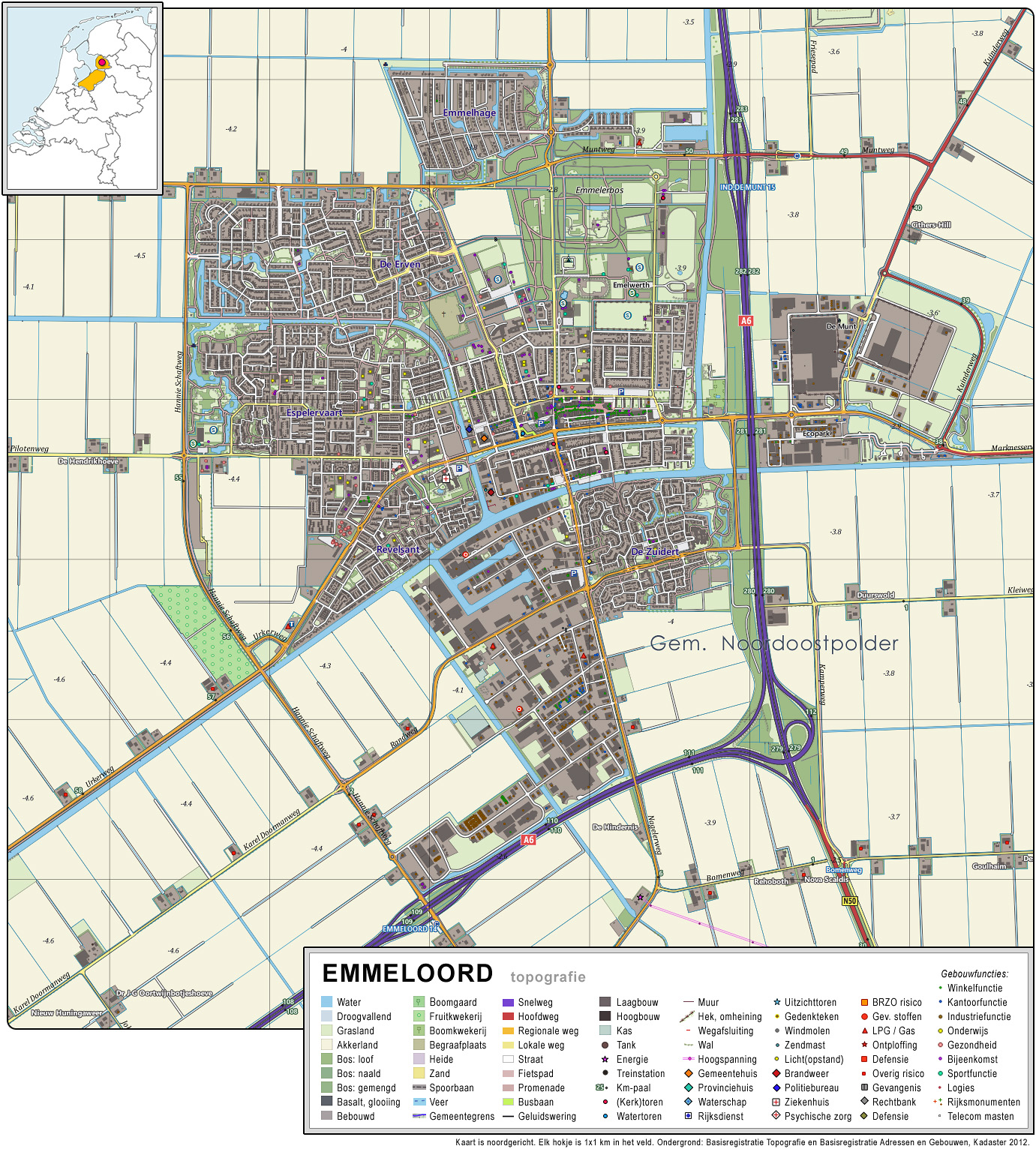
Карта города

Эммелорд — административный центр общины Нордостполдер в провинции Флеволанд, Нидерланды.
Центральная часть Эммелорда расположена в месте пересечения трёх дренажных каналов. Эммелорд является польдером — его земля была отвоёвана у озера Эйсселмер и ранее являлась частью моря. Только с этого времени начата плановая застройка города на месте польдера — сначала это были здания местного правительства и центр предоставления услуг населению. Широкой окружностью вокруг Эммелорда были запланированы 10 сельскохозяйственных поселений на расстоянии, которое легко преодолеть на велосипеде. Этими поселениями были Ens, Marknesse и Kraggenburg (1949 г.), Bant (1951), затем Creil и Rutten (1953 год) и последними основаны Espel, Tollebeek и Nagele (в 1956 году). Позже всех появилась деревня Luttelgeest, расположенная на северо-востоке Нордостполдера. От Эммелорда по трём каналам при помощи водонасосных станций вода перекачивалась к поселениям.
Само название Эммелорд было дано по заброшенному селению с острова Схокланд.
В центре Эммелорда стоит водонапорная башня, называемая Poldertoren. Башня является центральным местом Нордостполдера и её видно практически из любой точки общины, где обзор не закрывают деревья. Японцы в копировании чужих селений создали подобие этой башни.

## Культура и спорт
В городском театре Voorhuys прошел Чемпионат Голландии по международным шашкам 2008

## Транспорт
В Эммелорде нет железнодорожного транспорта, но автомобильное сообщение действует по нескольким направлениям. Это автобусный маршрут 315 от автобусной станции в Lelystad Centrum и Lelystad в направлении на Алмере, Амстердам и аэропорт Схипхол Амстердама. Маршрут 141 от ж/д станции в Кампене до Зволле и маршруты 71, 141, 171 от Зволле в направлениях на Гронинген, Леуварден, Эммен, Алмело, Энсхеде, Девентер, Арнем, Хертогенбос, Бреда, Розендал, Амерсфорт, Утрехт, Роттердам, Гаага.
Эммелорд лежит на пересечении шоссе A6 / трассы N91 и шоссе A50 с трассой N93, по которым осуществляется скоростное движение в направлении на Амстердам, Зволле и Фризию.